# 傅立葉-梅林轉換
傅立葉-梅林轉換（英文：Fourier–Mellin Transform, FMT）是一種結合傅立葉變換與梅林變換概念的積分變換方法，主要用於影像處理中獲得對旋轉與尺度變化不敏感的特徵表示。傅立葉-梅林轉換常用於解決影像間的旋轉不變性與尺度不變性問題，例如在模板匹配、模式識別、影像註冊（配準）以及數位浮水印等應用中，都利用其對旋轉與縮放的穩健特性。需要注意的是，傅立葉-梅林轉換本身並未直接提供平移不變性；影像的平移（位移差異）通常需要透過額外的相位相關（phase correlation）技術來估計處理。

## 定義
傅立葉–梅林轉換（Fourier–Mellin Transform, FMT）是對以極座標表示之函數進行傅立葉與梅林變換的積分變換。令函數以極座標表示為 {\displaystyle f_{p}(r,\theta )}（其中 {\displaystyle r\geq 0} 為徑向座標，{\displaystyle \theta }為角度），則傅立葉–梅林轉換定義為：
{\displaystyle M_{f}(u,v)={\frac {1}{2\pi }}\int _{0}^{\infty }\int _{0}^{2\pi }f_{p}(r,\theta )\,r^{-ju}\,e^{-jv\theta }\,d\theta \,{\frac {dr}{r}}\,.}
令
{\displaystyle \rho =\ln r,}
則有
{\displaystyle r=e^{\rho }} 且 {\displaystyle {\frac {dr}{r}}=d\rho }。因此，上式可改寫為：
{\displaystyle M_{f}(u,v)={\frac {1}{2\pi }}\int _{-\infty }^{\infty }\int _{0}^{2\pi }f_{p}(e^{\rho },\theta )\,e^{-ju\rho }\,e^{-jv\theta }\,d\theta \,d\rho \,.}
這也就是說對於一個在笛卡爾座標系統的函數{\displaystyle f_{c}(x,y)}，只要經過指數-極座標轉換(log-polar transformation) 後，就可用傅立葉轉換來得到{\displaystyle f_{c}(x,y)}的傅立葉-梅林轉換。

## 性質

### 旋轉不變性[1]
若令
{\displaystyle f'_{p}(r,\theta )=f_{p}(r,\theta -\Delta \theta ),}
即原函數旋轉 {\displaystyle \Delta \theta } 後，則傅立葉–梅林轉換為
{\displaystyle M_{f'}(u,v)=e^{-jv\Delta \theta }\,M_{f}(u,v)\,.}
這表示傅立葉–梅林譜的震幅保持不變，僅在角度方向上乘上一個相位因子 {\displaystyle e^{-ik\Delta \theta }}。

### 縮放不變性[1]
若令
{\displaystyle f'_{p}(r,\theta )=f_{p}(ar,\theta ),\quad a>0,}
則可推導出
{\displaystyle M_{f'}(u,v)=a^{-ju}\,M_{f}(u,v)=\;e^{-ju\ln a}\,M_{f}(u,v)\,.}
也就是說，尺度變化僅使傅立葉–梅林譜在徑向（對數）方向上乘上一個相位因子 {\displaystyle e^{-ju\ln a}}，而震幅不變。

## 原理與實現流程
在傅立葉-梅林轉換的實作中，通常採用以下兩個步驟來將原始函數（或影像震幅）轉換到傅立葉-梅林域： 
1. 指數-極座標轉換
先將以笛卡爾座標表示的函數 {\displaystyle f_{c}(x,y)} 轉換成以極座標表示的形式。令影像中心為 {\displaystyle (c_{x},c_{y})}，對於任意像素 {\displaystyle (x,y)}，計算其徑向距離與角度：
{\displaystyle r={\sqrt {(x-c_{x})^{2}+(y-c_{y})^{2}}},\quad \theta =\arctan {\frac {y-c_{y}}{\,x-c_{x}\,}}.}
接著，將徑向座標取對數，令
{\displaystyle \rho =\ln r,}
則原函數可寫為 {\displaystyle f_{p}(e^{\rho },\theta )}。在這個新表示中，尺度（縮放）變化會轉化為 {\displaystyle \rho } 軸上的平移，而旋轉則表現為 {\displaystyle \theta } 軸上的平移。
2.  傅立葉轉換
對經過指數-極座標轉換後的函數 {\displaystyle f(e^{\rho },\theta )}，在 {\displaystyle \rho } 與 {\displaystyle \theta } 方向上進行二維傅立葉變換，即可得到傅立葉-梅林表示：
{\displaystyle M_{f}(u,v)={\frac {1}{2\pi }}\int _{-\infty }^{\infty }\int _{0}^{2\pi }f_{p}(e^{\rho },\theta )\,e^{-ju\rho }\,e^{-jv\theta }\,d\theta \,d\rho \,.}
【延伸說明】  
在實際影像應用中，常將原始影像先經傅立葉變換取得震幅圖(忽略相位移)，再對該震幅圖執行指數-極座標轉換，最後利用快速傅立葉轉換(FFT)計算傅立葉-梅林表示；另外，針對平移不變性部分，通常會結合相位相關法來估計平移量，此處不在本定義範疇內。

## 應用
傅立葉-梅林轉換因其對旋轉與尺度變化具有不變性，故在下列領域中廣泛應用：
- 影像配準[2]：例如 Reddy 與 Chatterji (1996) 提出的方法利用傅立葉-梅林轉換校正影像間的旋轉與尺度差異，並搭配相位相關法估計平移。
- 視覺里程計[5]：Kazik 與 Göktoğan (2011) 採用傅立葉-梅林轉換估計單目影像序列中的旋轉與尺度變化，以計算機器人運動參數。
- 光流估計[6]：Ho 與 Goecke (2008) 探討利用傅立葉-梅林轉換估計帶旋轉運動的影像塊運動。
- 數位浮水印[7]：O' Ruanaidh 與 Pun (1997) 利用傅立葉-梅林表示實現對幾何變換具有魯棒性的水印嵌入。

## Python 實現範例
以下示例程式碼展示如何以 Python 實現傅立葉-梅林轉換的正向與反向過程。此處假設輸入影像已為震幅圖，流程為：將震幅圖映射至對數極座標 → 對映射結果執行二維傅立葉變換；反向轉換則為逆過程。
```
import
 
cv2

import
 
numpy
 
as
 
np

def
 
fmt_forward
(
image
):

    
"""

    計算影像的傅立葉-梅林正轉換表示。

    輸入: 灰階影像（震幅圖，numpy array）。

    輸出: 複數型傅立葉-梅林表示 M_f(u,v)。

    """

    
# 1. 對數極座標映射：將震幅圖映射至對數極座標系統

    
M
,
 
N
 
=
 
image
.
shape

    
center
 
=
 
(
N
/
2
,
 
M
/
2
)

    
maxRadius
 
=
 
np
.
hypot
(
center
[
0
],
 
center
[
1
])

    
log_polar
 
=
 
cv2
.
warpPolar
(
image
.
astype
(
np
.
float32
),
 
(
N
,
 
M
),
 
center
,
 
maxRadius
,
 
cv2
.
WARP_POLAR_LOG
)

    
    
# 2. 對映射後的圖像執行二維傅立葉變換

    
T
 
=
 
np
.
fft
.
fft2
(
log_polar
)

    
return
 
T

def
 
fmt_inverse
(
T
,
 
image_shape
):

    
"""

    將傅立葉-梅林表示反轉換為對數極座標域中的圖像，

    再進行逆對數極座標映射以重建原始震幅圖。

    輸入: T - 傅立葉-梅林表示；image_shape - 原始影像尺寸 (M, N)。

    輸出: 重建的震幅圖 (numpy array)。

    """

    
M
,
 
N
 
=
 
image_shape

    
center
 
=
 
(
N
/
2
,
 
M
/
2
)

    
maxRadius
 
=
 
np
.
hypot
(
center
[
0
],
 
center
[
1
])

    
    
# 1. 對 T 進行逆傅立葉變換，得到對數極座標域中的圖像

    
log_polar_recon
 
=
 
np
.
fft
.
ifft2
(
T
)

    
log_polar_recon
 
=
 
np
.
abs
(
log_polar_recon
)

    
    
# 2. 從對數極座標映射回笛卡兒座標（使用 warpPolar 的逆映射）

    
image_recon
 
=
 
cv2
.
warpPolar
(
log_polar_recon
.
astype
(
np
.
float32
),
 
(
N
,
 
M
),
 
center
,
 
maxRadius
,

                                
flags
=
cv2
.
WARP_INVERSE_MAP
 
+
 
cv2
.
WARP_POLAR_LOG
)
.
astype
(
np
.
uint8
)

    
return
 
image_recon

```